# فرودگاه چیژوو ییوهواشان
فرودگاه چیژوو ییوهواشان (به انگلیسی: Chizhou Jiuhuashan Airport) یک فرودگاه همگانی است . این فرودگاه در کشور چین قرار دارد .

## شرکت‌های هواپیمایی و مقصدهای پروازی
| شرکت‌های هواپیمایی      | مقصدهای پروازی                    |
| ---------------------- | --------------------------------- |
| هواپیمایی شرقی چین     | جینان یاکیانگ، کونمینگ چانگشوی    |
| هواپیمایی جنوبی چین    | بایون گوآنگجو                     |
| چاینا یونایتد ایرلاینز | پکن نانیوان                       |
| جونیائو ایرلاینز       | چنگدو شوانگلیو، شانگهای هونگچیائو |
| شاندونگ ایرلاینز       | کینگدائو لیوتینگ                  |
| شنژن ایرلاینز          | شنژن بن                           |
| ژیامن ایرلاینز         | زیامن گائوچی                      |